# 知行国
知行国（ちぎょうこく）とは、古代・中世の日本において、有力貴族・寺社・武家が特定の国の知行権（その国の国司推薦権や官物収得権）を認められ収益を得た制度、およびその国を指す。知行国は「沙汰国」、「給国」ともいった。
知行権を認められた有力貴族・有力寺社らを知行国主と言う。

## 沿革

### 院宮分国制
知行国は、平安時代中期の院宮分国制に発端する。院宮分国制とは、年限を限って、院宮家（上皇・女院・皇后・中宮・東宮など）に特定国の国守（または受領）を推薦する権利を与えるとともに、当該国から上進される官物を院宮家が収納するという制度である。院宮分国制は10世紀初頭から行われていた。院宮家は、自らの側近や血縁者を国守・受領に任命することが通例であった。
11世紀から12世紀にかけて、院宮分国制が有力貴族の間にも拡がった。

### 知行国制
11世紀末から12世紀の初めにかけて、政治権力を背景として、有力貴族らが縁者や係累を特定の国の受領に任命することが徐々に慣例化し、現地へ赴任した受領の俸料・得分を自らの経済的収益とした。これが知行国制の始まりである。
院宮分国制と知行国制とは元来、異なる制度である。院宮分国制は国家公認の制度であり、院宮分国からの上進官物は院宮家の収入とすることができた。それに対し、知行国制は国家が公認したものでなく、知行国からの上進官物は国家へ納付しなければならず、知行国主が獲得しえたのは（本来、受領の収入となるべき）受領の俸料・得分のみであった。ゆえに、一つの国がある院宮家の分国であると同時に、ある貴族・寺社の知行国であるという状況も十分あり得たのであり、実際そうした事例もあったと考えられている。この場合、国の上進官物は院宮家に納入され、受領の俸料・得分は知行国主へ納入されることとなる。
知行国においても通常と同様に、国司の任期は4年（重任で8年）が原則であり、任命手続も形の上では通常の手続と同一であった。知行国主が国司推薦権を持つとされているものの、実際にその権利を行使しえたのは院や摂関家などの朝廷の決定を左右できる限られた家に限られ、その他の公家や寺社には備わっていなかったと考えられている。なお、11世紀以後は公卿の候補者である摂関家の子弟が受領に任じられることがほとんどなくなったため、摂関家の知行国はその家司が受領に任じられていた。
院宮分国と知行国は、ともに院政期（11世紀後葉以降）に急激に増加した。その背景として封戸などの院や公卿が持つ給与制度が機能しなくなる一方で、受領が持つ経済的収益がその家の家産とみなされ、そこから生み出される多額の収益が注目されたところによる。また、院近臣から公卿の仲間入りした受領層の中にも引き続き子弟を受領の地位に留めて、経済的収益を維持しようとしたのである。そして、摂政・関白が同時に2、3か国を知行国とすることが珍しくなくなった。また、家司や院司などの院近臣の代わりにその子弟が任じられる場合もあった。とは言え、実際の国務や収益は父兄である家司や院近臣が握っており、中には20歳にも満たない子弟が名目だけの受領に任じられる少年受領も登場するようになる。例えば、藤原家成の息子で後に鹿ケ谷の陰謀でも知られるようになる藤原成親は7歳で越後守に任じられ、9歳で讃岐守、18歳で再度越後守に任じられているが、父の没後に父以来の成功によって得た再度の越後守を除いてはいずれも鳥羽法皇の寵臣として知られた父親の知行国であった（なお、成親の父も祖父も少年受領の経験者である）。
当初、有力貴族層を中心としていた知行国制だったが、12世紀後半から寺社知行国や武家知行国が行われるようになった。平安末期の平氏政権期には、30数か国が平氏一門の知行国になったとされている。12世紀終わりに鎌倉幕府政権が樹立すると、関東の9か国が鎌倉殿の知行国 = 関東御分国となった。大仏殿再建を名目として東大寺造営料国となった周防国も、実質的には東大寺の知行国であり、大仏殿再建後も東大寺の知行下にあり続けた。このように知行国は増加の一途をたどり、1215年（建保3年）には知行国が50か国にのぼったとする記録も残されている。
鎌倉時代には、知行国制が次第に公的な認知を得ていくとともに、知行国主が特定の知行国を代々継承していく知行国の固定化が見られるようになる。上記の関東御分国や東大寺知行国の周防などは知行国固定化の典型例だが、この他、一条家の土佐国や西園寺家の伊予国などの例がある。また本来、官物収得権は院宮家のみに認められていたが、知行国制が公的認知されるに伴って、知行国主が官物収得権を獲得する例も見られるようになった。
室町時代になると、守護の権限が積極的に拡大されていき、刈田狼藉取締権・使節遵行権・半済給付権・闕所地処分権・段銭徴収権などを得た守護は、国内に領域的な支配を及ぼしていく。そうした過程の中で、知行国支配の拠点であった国衙が守護の支配下に置かれると、知行国は消滅した。